# کاکاآباد
کاکاآباد ، روستایی از توابع شهرستان سلطانیه  در استان زنجان ایران است.

## جمعیت
این روستا در دهستان سلطانیه قرار دارد و براساس سرشماری مرکز آمار ایران در سال ۱۳۸۵، جمعیت آن ۳۶۰ نفر (۹۰خانوار) بوده‌است.